# اچ‌ام‌اس پینچر (۱۹۱۰)

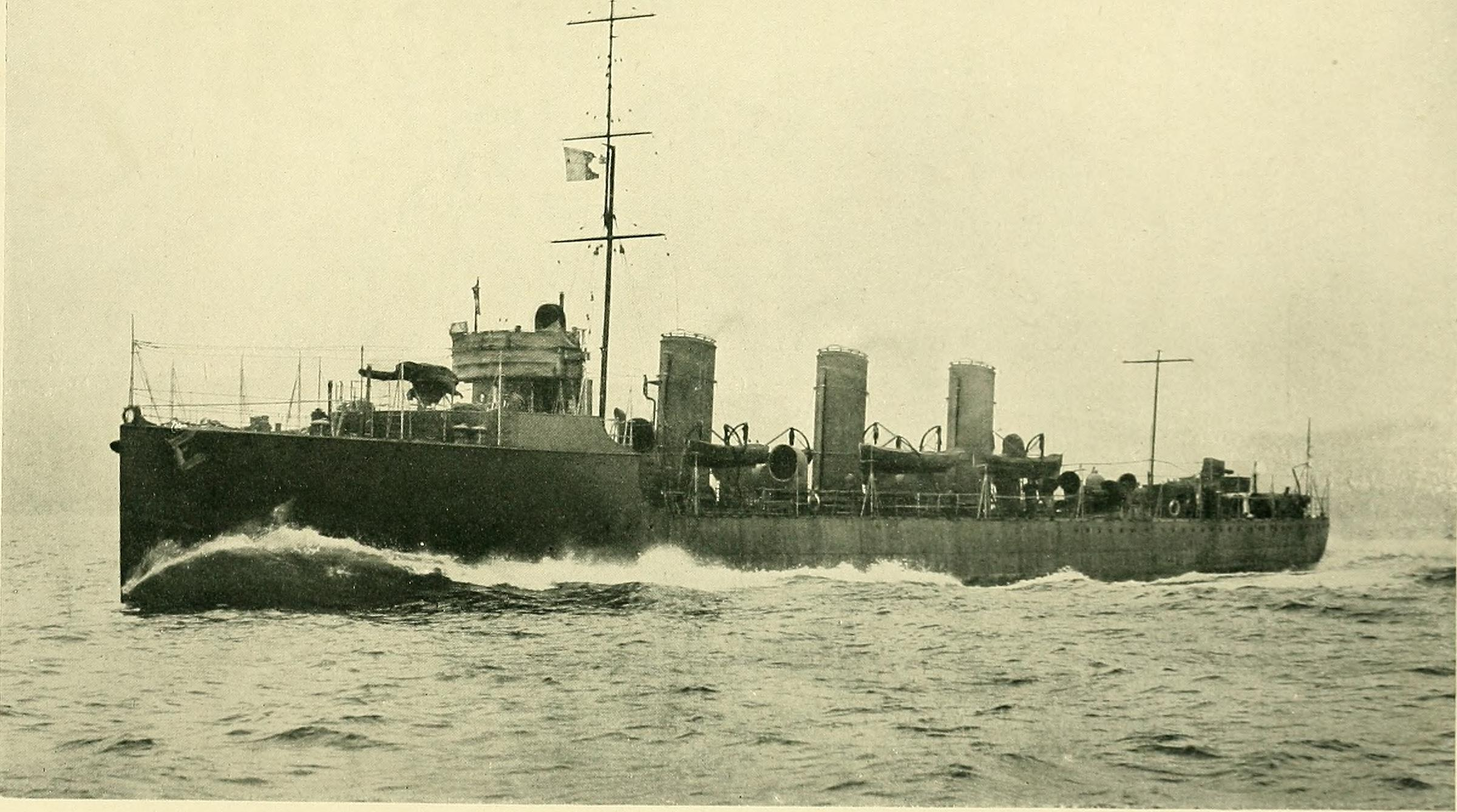
اچ‌ام‌اس پینچر

اچ‌ام‌اس پینچر (۱۹۱۰) (به انگلیسی: HMS Pincher (1910)) یک کشتی بود که طول آن ۲۷۴ فوت (۸۴ متر) بود. این کشتی در سال ۱۹۱۰ ساخته شد.